# Bevatrón

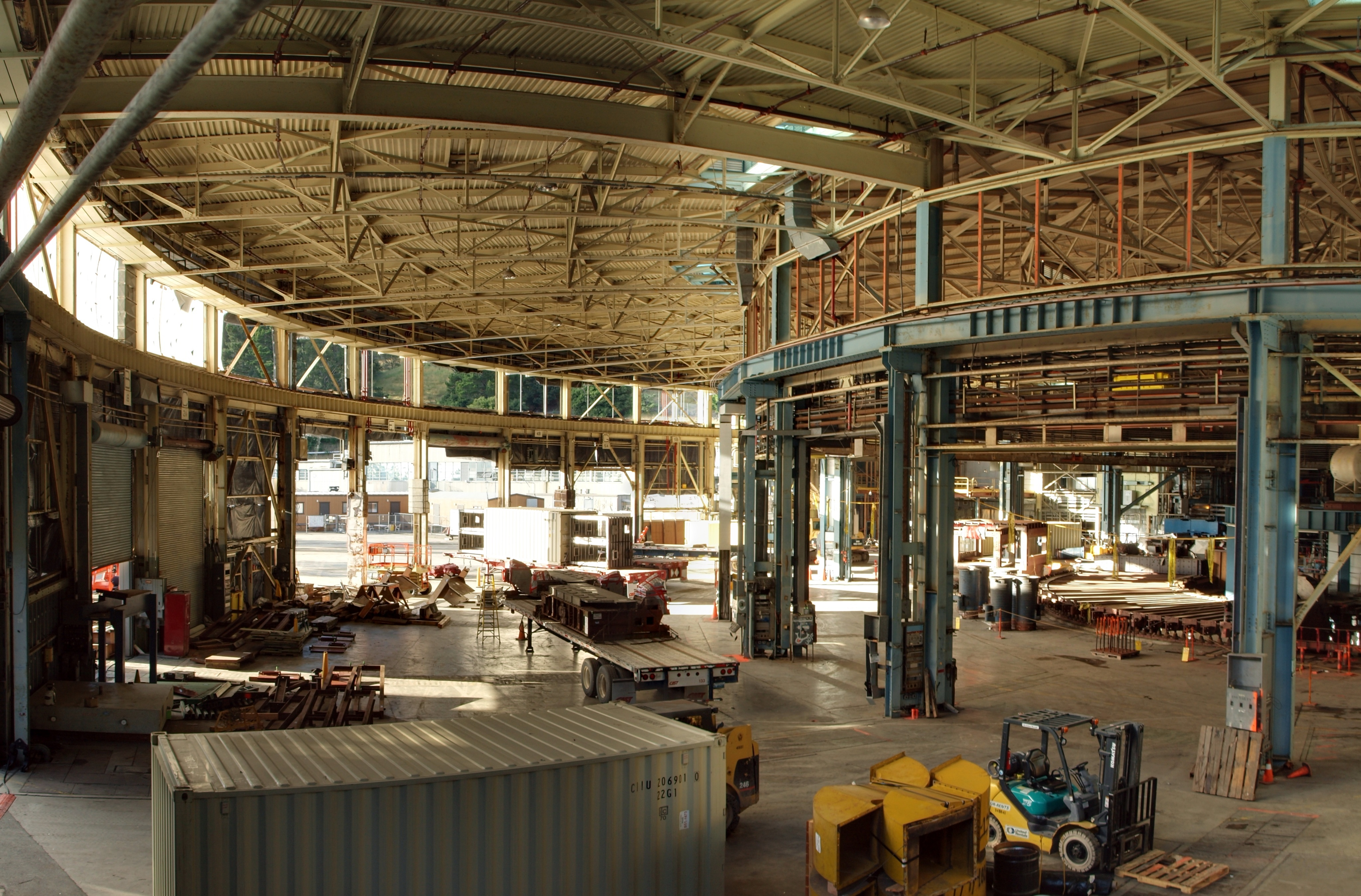
El interior del antiguo edificio Bevatron en el Laboratorio Nacional Lawrence Berkeley en Berkeley, CA.

El Bevatrón o Bevatron fue un acelerador de partículas -concretamente, un sincrotrón de focalización débil- del Lawrence Berkeley National Laboratory que comenzó a operar en 1954.
En este acelerador fue descubierto el antiprotón el año 1955. Este acontecimiento condujo a la concesión del premio Nobel de física a Emilio Segrè y a Owen Chamberlain. El Bevatron aceleraba protones hacia un blanco fijo y debe su nombre a su capacidad de producir energías del orden de los miles de millones de eV , del inglés Billions of eV Synchrotron (ya que mil millones se traduce a billion al inglés) . Fue desmantelado en 1993, aunque el edificio se conserva y es visible en imágenes por satélite.
El Bevatron fue diseñado con un tamaño suficiente como para que pudiera generar la energía necesaria para crear antiprotones y de este modo demostrar la hipótesis de que cada partícula tiene su antipartícula. Cuando fue construido no se conocía forma alguna para limitar un haz de partículas a una apertura estrecha, así que el área del haz era de aproximadamente 120 cm² de sección. Para lograr obtener antiprotones (masa = 938 MeV) en colisiones de nucleones con un blanco estacionario conservando la energía y el momento lineal, la energía de un haz de protones debe ser ligeramente superior a los 5 GeV. Esta combinación de apertura del haz y energía requería el uso de un enorme imán de hierro (de masa de 10 000 toneladas). La generación posterior de aceleradores de partículas empleaba focalización fuerte y requería aperturas mucho menores y, por ende, imanes mucho más económicos. El AGS (siglas en inglés de Sincrotrón de gradiente alternante) de Brookhaven fue el primer dispositivo de nueva generación con una apertura aproximadamente de un orden de magnitud menos en ambas direcciones perpendiculares, cuyo haz de protones alcanzaba los 30 GeV usando un anillo magnético de proporciones aún menores.
En los años siguientes al descubrimiento del antiprotón, se efectuaron numerosos trabajos pioneros usando haces de protones extraídos del acelerador, haciéndolos colisionar contra blancos en los que se generaban haces secundarios de partículas elementales, no solamente de protones sino también de neutrones, piones, "partículas extrañas" y otras muchas. Todas estas partículas pudieron ser estudiadas en profundidad empleando distintos blancos y detectores. Entre ellos destacó la cámara de burbujas de hidrógeno líquido por la que Luis Alvarez recibió el premio Nobel en 1968.